# Diopetes bwamba
Diopetes bwamba är en fjärilsart som beskrevs av Henry Stempffer 1962. Diopetes bwamba ingår i släktet Diopetes och familjen juvelvingar. Inga underarter finns listade i Catalogue of Life.